# Абрамов, Сергей Николаевич
Сергей Николаевич Абрамов (род. 3 марта 1961, село Карымск, Куйтунский район, Иркутская область) — российский юрист. Cудья Верховного суда Российской Федерации ― Судебная коллегия по уголовным делам ВС РФ, Дисциплинарная коллегия ВС РФ (с 2014 г.).

## Биография
Родился 3 марта 1961 года в селе Карымск Куйтунского района Иркутской области. В 1983 году окончил Иркутский государственный университет.
В 1983 году был назначен стажёром на должность следователя Улуг-Хемской районной прокуратуры Тувинской АССР. С 1984 по 2006 годы занимал следующие должности:  следователь  Улуг-Хемской районной прокуратуры Тувинской АССР,  заместитель прокурора  Барун-Хемчикского района Тувинской АССР,  прокурор  Каа-Хемского района Тувинской АССР,  начальник следственного отдела  прокуратуры Тывы,  заместитель прокурора  Республики Тыва,  первый заместитель прокурора Республики Тыва.

В 1999 году был назначен на должность  судьи  Новосибирского областного суда. Указом Президента Российской Федерации от 5 мая 2007 года № 582 назначен на должность  заместителя председателя Новосибирского областного суда.
Постановлением Совета Федерации Федерального Собрания Российской Федерации от 18 июня 2014 года, № 235-СФ, назначен на должность  судьи  Верховного Суда Российской Федерации с 6 августа 2014 года.
Имеет высший квалификационный класс судьи.